# Nokia 3410
Nokia 3410 – model telefonu komórkowego firmy Nokia.

## Dane techniczne

### Czas czuwania (maksymalny)
- 250 godzin

### Czas rozmowy (maksymalny)
- 4 godziny

### Gry
- Snake II
- Space Impact
- Link5
- Bantumi
- Bumper
- Munkiki Castles

### Bateria (standardowa)
- Litowo jonowa (Li-ion)

### Obudowy
- Piaskowa
- Szaro-niebieska

## Funkcje dodatkowe
- Pobieranie apletów Java™
- Przeglądarka WAP 1.1 z funkcją „push”
- Profile do pobierania i dostosowywania
- Pełnoekranowe wygaszacze ekranu; animowane trójwymiarowe wygaszacze ekranu
- Zegar i budzik
- Stoper i minutnik
- Kalkulator i przelicznik walut dostępne w trybie gotowości telefonu
- Przypomnienia (10 notatek)
- Pobieranie gier (przez WAP); możliwość pobierania dodatkowych poziomów gier przez WAP z Club Nokia; wysyłanie wyników gier do Club Nokia